# Romuald Palch
Romuald Palch (ur. 21 maja 1842 w Jaśle, zm. 6 października 1920) – poseł do Sejmu Krajowego Galicji VI kadencji (1889–1895), aptekarz w Jaśle, radny c. k. rady powiatu jasielskiego w latach 1896–1900, radny Rady Miejskiej Jasła.

## Życiorys
Pochodził z rodziny aptekarskiej, w ósmym roku życia został sierotą. Nauki pobierał w Nowym Sączu, potem terminował w aptece Fortunata Gralewskiego w Krakowie. Studiował farmację w Wiedniu, i tam uzyskał tytuł magistra farmacji. Początkowo, jako nieletni, nie mógł prowadzić rodzinnej apteki i była ona wynajmowana dzierżawcom, jednym z nich był Ignacy Łukasiewicz. 
Wybrany do Sejmu Krajowego z IV kurii okręgu wyborczego Jasło. Od 1896 do 1900 zasiadał w Radzie Powiatowej w Jaśle. Założyciel ochotniczej straży pożarnej w Jaśle.
W 1899 otrzymał honorowe obywatelstwo Jasła.